# Rachel Khan
Pour les articles homonymes, voir Khan (homonymie) et Gary.
Rachel Khan, née le 25 janvier 1976 à Tours, est une athlète, actrice, écrivaine, conseillère politique, chroniqueuse et polémiste française. Elle utilise parfois le nom de scène Nina Gary.
Dans ses publications comme dans ses interventions médiatiques, elle se distingue par ses critiques du décolonialisme et du féminisme intersectionnel ainsi que par sa défense de l'universalisme républicain et de la laïcité. Depuis le début de la Guerre de Gaza, elle s'illustre dans son engagement sioniste et par son soutien à diverses opérations militaires d'Israël.
Jugée proche des cercles macronistes, elle est néanmoins l'invitée régulière des médias d'extrême droite appartenant à Vincent Bolloré.

## Biographie

### Jeunesse
Rachel Khan naît à Tours d'un père sénégalais et gambien, professeur d'anglais à l'université, et d'une mère française, libraire, d'origine juive ashkénaze de Pologne,.
Durant son enfance, elle pratique le théâtre, la danse, la musique et la littérature. Elle finit par abandonner la danse classique à cause de la difficulté à trouver sa place du fait de sa couleur de peau.
Elle se tourne ensuite vers l'athlétisme qu'elle pratique à haut niveau durant son adolescence, en sprint et en triple saut, au sein du club de l'Athletic Trois Tours, montant sur plusieurs podiums lors des championnats de France. En parallèle, elle intègre un groupe de hip-hop.

### Formation
Laissant de côté à la fois l'athlétisme et le hip-hop, Rachel Khan étudie ensuite à l'université Panthéon-Assas à Paris, où elle obtient un DESS de droits de l'homme et droit humanitaire puis un DEA en droit international.

### Carrière

#### Parcours politique
Elle commence chez Les Verts. Elle est candidate aux élections cantonales de mars 2004, canton de Tours-Nord-Est (Indre et Loire) et réalise 8,65 %.
Plus tard, elle devient juriste et commence à écrire des discours pour des personnalités politiques. En 2009, elle est conseillère à la culture pour le cabinet de Jean-Paul Huchon au conseil régional d'Île-de-France.
En 2021, elle est membre du comité chargé de sélectionner les « 109 Mariannes » exposées au Panthéon de Paris, marraine du prix 2021 de la laïcité de la République française, « experte » au sein de la commission Bronner visant à lutter contre les théories complotistes et la désinformation, et intervenante au Forum Génération Égalité (organisé notamment par ONU Femmes), « tant et si bien qu’elle est devenue, en l’espace de quelques mois, l’un des visages du macronisme » selon Mediapart. Elle se dit « très proche » du secrétariat général de l'Élysée, dirigé par Alexis Kohler, et de certains autres membres du cabinet présidentiel.
Fin 2021, dans le cadre de la possible candidature d'Emmanuel Macron à l'élection présidentielle de 2022, elle est recrutée par La République en marche pour diriger un groupe de travail « sur l’immigration, l’intégration et la laïcité ».
Le média Blast juge que si elle « n'a encore intégré les rangs de l’extrême droite », Rachel Khan appartient tout de même à la « galaxie laïco-universalo-bolloréenne » en intervenant régulièrement dans les médias de la droite conservatrice comme CNews, Europe 1 ou encore Radio Classique.

#### Actrice
Souhaitant entreprendre une carrière d'actrice, Rachel Khan rencontre Dominique Besnehard dans le cadre de son rôle de conseillère culturelle et celui-ci lui dit qu'il la verrait bien jouer. Rachel Khan sollicite une connaissance qui accepte d'être son agente artistique et elle passe ses premiers castings. Bien que métisse et se définissant comme une « Afro-Yiddish tourangelle », elle se voit proposer surtout des rôles stéréotypés de femmes noires. Elle obtient des petits rôles au cinéma dans les films Paulette et Jeune et Jolie, qui sortent en 2013.
En 2017, elle joue au théâtre dans Les Monologues du vagin, dans une mise en scène de Coralie Miller à Avignon. En 2018, elle joue dans la pièce Sur la route d'Anne Voutey, qui dénonce les violences policières dont sont victimes les personnes noires. En 2019, elle sur scène dans Géhenne d'Ismaël Saidi puis, en 2020, La Promesse de l'aube au théâtre de Poche Montparnasse.
Rachel Khan a été approchée par Jean-Luc Godard pour jouer dans son dernier projet de film, Scénario.

#### Autrice
En 2016, Rachel Khan publie un premier roman d'inspiration autobiographique, Les Grandes et les Petites Choses.
En 2018, elle participe à l'ouvrage collectif Noire n'est pas mon métier, qui met en lumière le racisme et les stéréotypes dont sont victimes les actrices noires et métisses en France. Elle a été également responsable du développement pour le magazine Causette.
En 2021, elle publie un essai intitulé Racée, qui critique notamment la pensée décoloniale. Elle estime que des termes comme « racisé », « intersectionnalité » ou « afro-descendant » sont « des mots qui nous cloisonnent dans un récit assez figé ». L'ouvrage profite d'une large médiatisation ; il reçoit le prix littéraire des Droits de l'Homme pour l’année 2021, remis par Éric Dupond-Moretti, garde des Sceaux.
En 2024, elle publie Encore Debout, essai qui reçoit le Prix Edgar-Faure la même année.

#### Responsable associative

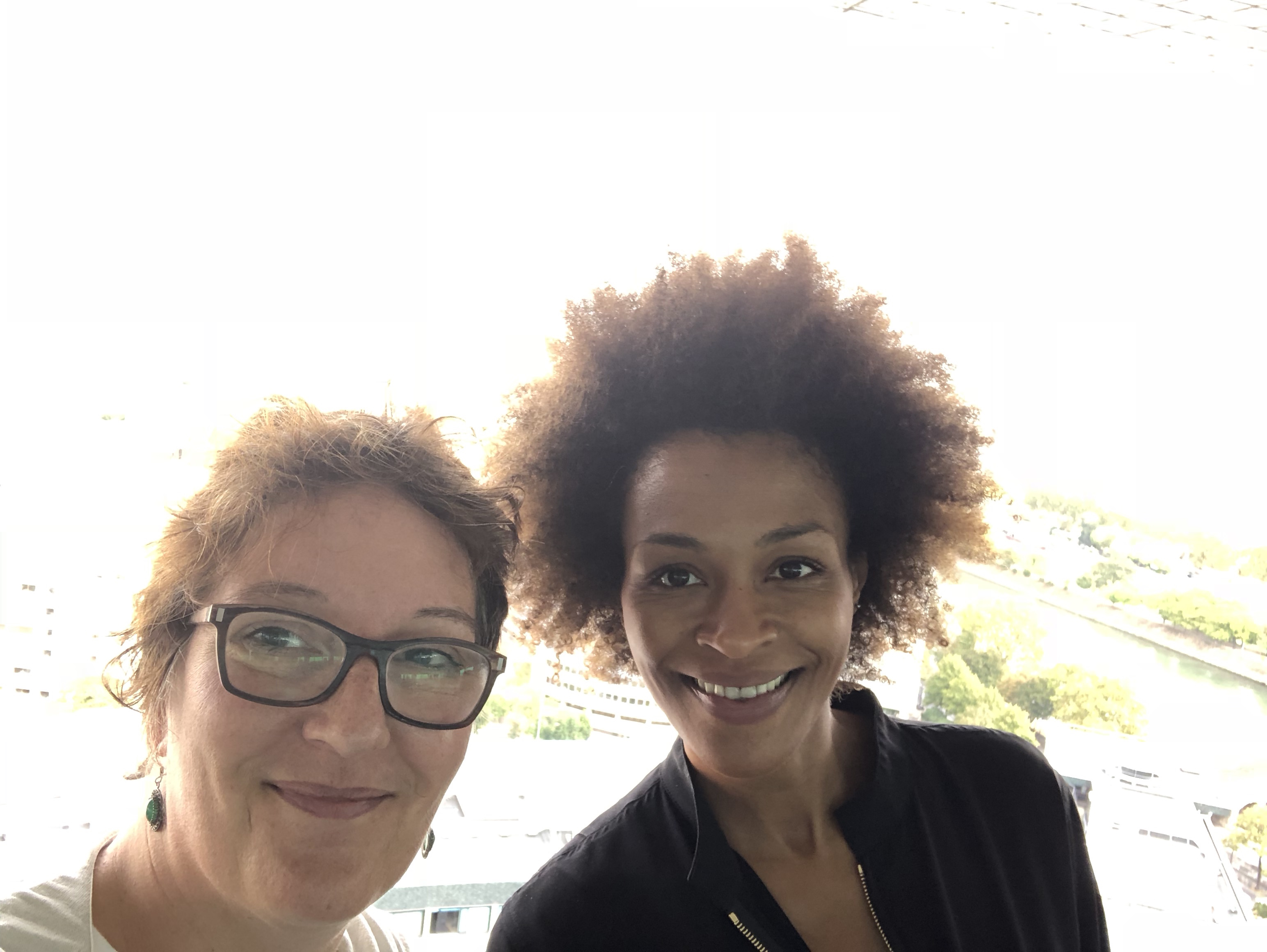
Rachel Khan et Natacha Rault à l'Université d'été du féminisme 2018.

Après avoir été directrice de l'association 1000 visages, qui agit en faveur de l'accès des jeunes aux métiers du cinéma, Rachel Khan occupe le poste de codirectrice de La Place, centre culturel hip-hop de la ville de Paris,. À la suite de ses propos dans la presse hostiles au décolonialisme et critiques envers Assa Traoré, les membres du conseil d'administration de La Place publient une tribune pour se désolidariser de son discours. En novembre 2021, elle est visée par une pétition signée par une cinquantaine d'acteurs du milieu culturel demandant son renvoi du centre culturel. Elle répond à ces critiques en se réclamant d'une vision universaliste puis elle démissionne de son poste au sein de La Place en décembre de la même année.
En juillet 2025, elle accepte d'être la marraine du Keren Hayessod, un organe sioniste fondé en 1920 ayant pour objectif « le recueil de fonds pour financer la tâche historique du retour du peuple juif sur sa terre ancestrale ».

#### Radio
En août 2022, Rachel Khan devient éditorialiste dans la matinale de Radio Classique avant d'être évincée de la station pour plagiat un an plus tard. Le 3 octobre 2022, elle rejoint l'émission Les Grosses Têtes, animée par Laurent Ruquier sur RTL. Elle tient une chronique le mercredi après-midi sur Radio J consacrée aux actualités et à Israël.

#### Télévision
À partir de janvier 2025, elle est chroniqueuse dans l'émission 100% Politique, diffusée sur la chaîne CNews, où elle intervient aux côtés de Gauthier Le Bret.

#### Réseaux sociaux
Entre avril 2012 et décembre 2024, Rachel Kahn a publié pas moins de 16 000 posts sur X, soit quatre publications par jours en moyenne.

## Positionnements

### Sur l'antiracisme
En 2018, elle déclare sur CNews que « l’antiracisme est devenu le cheval de Troie pour harceler notre République ».
Dans une entrevue au Figaro de mars 2021, elle critique l'emploi du terme « racisé » en déclarant que ceux qui l'utilisent ont une « nostalgie du mot race, une nostalgie des ghettos » et qu'ils « auraient adoré être en Alabama dans les années 50 ». Selon Blast, l'essayiste fait des militants antiracistes ses « cibles favorites » et les considèrent être eux-mêmes responsables du racisme. Elle s'est également moqué des perruques utilisées par Assa Traoré, figure de la lutte contre les violences policières.

### Sur le féminisme
Aux côtés de Caroline Fourest ou d'Elisabeth Badinter, Rachel Kahn se revendique du féminisme universaliste et s'oppose à son « instrumentalisation » à des fins « politiques et idéologiques ». Elle considère que le concept d'intersectionnalité est source de « haine » et peut être mobilisé comme « cheval de Troie de l'idéologie du Hamas ».

### Sur le «wokisme» et la cancel culture
Elle considère le « wokisme » comme une « idéologie victimocratique », l'« idiot utile de l’islamisme » ou encore une tentative de « colonisation mentale » de la jeunesse, qu'elle associe à l'antisémitisme,. Selon elle, la cancel culture qui en résulte « mène une guerre contre l’humanisme » et « a pour but d’effacer l’universalisme, condition sine qua non du féminisme ».

### Sur les extrêmes et LFI
Rachel Kahn considère que l'extrême gauche et l'extrême droite sont « un couple qui se tient par la main » et critique régulièrement sur ses réseaux ou lors de ses interventions médiatiques La France insoumise qu'elle accuse, sur CNews en mai 2024, d'installer le conflit et l'antisémitisme. Le média Blast relève que du 1er avril au 7 juillet 2024, la polémiste a publié sur X un total de 67 posts blâmant la gauche, contre 6 s'en prenant à l'extrême droite.

## Controverses

### Affaire du déjeuner avec Marine Le Pen
Début 2022, Le Monde révèle qu'elle a déjeuné avec Marine Le Pen au domicile de cette dernière, en avril 2021. Contredisant Marine Le Pen, Rachel Khan indique qu'elle n'a pas donné « le moindre conseil politique » à cette occasion, mais assume une forme d’« élasticité » lui permettant de « rencontrer tout le monde, notamment [ses] adversaires, n’en déplaise à la police des déjeuners ».

### Affaire du tweet
En août 2023, le rappeur Médine la qualifie de « resKHANpée » dans un tweet jugé antisémite. Après s'être tue pendant une semaine pendant laquelle elle reçoit le soutien d'une grande partie de la classe politique, elle dénonce les « paroles de haine » du rappeur, qu'elle qualifie de « récidiviste ». Dans une interview au Parisien, Médine finit par reconnaître une « erreur » et lui présente ses excuses.

### Accusations de plagiat sur Radio Classique
En novembre 2023, le site d'analyse des médias Arrêt sur images révèle que Rachel Khan n'a pas été reconduite par Radio Classique à la suite de « plagiats manifestes » touchant 16 des 28 chroniques qu'elle a produites entre avril et mai 2023. Le 24 avril, elle avait ainsi repris « quasiment au mot près » une chronique de la journaliste Aline Perraudin, diffusée sur RTL un an et demi auparavant ; le 21 avril, c'était un publireportage diffusé par Les Échos (sponsorisé par Enedis) qui est cité, sans être nommé, pendant 80 % du temps.
Bien que l'information soit intégralement confirmée par l'AFP et reprise par Libération et Europe 1, Rachel Khan soutient « ne pas avoir été évincée, mais être partie d'elle-même ». Elle plaide la bonne foi, expliquant : « Je ne savais pas comment il fallait faire, c’est un exercice que je n’avais jamais fait […] Si j'avais su qu’il ne fallait pas que je fasse ça, je ne l'aurais pas fait ».

### Affaire des sourates du Coran
Le 28 mai 2024, au cours de l'émission « Punchline » animée par Laurence Ferrari sur CNews, Rachel Kahn déplore le fait que le député LFI Sébastien Delogu ait brandi un drapeau palestinien au sein de l'hémicycle, déclarant que « c’est pas que La France insoumise importe le conflit, c’est qu’elle installe le conflit. Et qu’elle installe l’antisémitisme ». Elle poursuit en alléguant avoir pris un taxi où « il y avait des sourates pour dire qu’Israël devait disparaître ». Assurant que « dans le Coran, il n’est pas question de l’État d’Israël » et que les propos de l'essayiste sont humiliants, le chauffeur de taxi saisit le Conseil de déontologie journalistique et de médiation qui valide en novembre 2024 un avis contre la présentatrice pour avoir enfreint « l’obligation déontologique d’exactitude et de véracité », en décidant de ne pas reprendre son invitée,.

### Soutien à la colonisation israélienne et à la Guerre à Gaza
Depuis les massacres du 7-Octobre 2023, Rachel Kahn est régulièrement invitée sur les plateaux de CNews ou au micro de Radio J pour commenter la guerre de Gaza, contester l'emploi du terme génocide et selon Politis, nier la colonisation israélienne et le régime d'apartheid dans les territoires palestiniens.
Sur X, l'essayiste enchaîne les publications où elle critique l'« extrême gauche déshumanisée, négationniste, révisionniste et qui aime tant ricaner du sang qui coule entre les cuisses de ces femmes israéliennes depuis le 7 octobre ». Selon le média Blast, l'essayiste utilise ce réseau social afin de diffuser des « abjections » et des « infamies » sur la guerre de Gaza et pour relayer la propagande d'Israël. Elle considère que ce conflit est une « guerre pour préserver l’humanisme et l’universalisme ».

## Distinction
- 2021 : Prix national de la laïcité, organisé par le Comité Laïcité République[46].
- 2024 : Prix Edgar-Faure du meilleur ouvrage politique de l'année pour son essai Encore debout.

## Filmographie
Sauf indication contraire, les informations mentionnées dans cette section peuvent être confirmées par les bases de données cinématographiques IMDb et Allociné,  présentes dans la section « Liens externes ».

### Cinéma
- 2013 : Paulette de Jérôme Enrico : la journaliste du tribunal
- 2013 : Jeune et Jolie de François Ozon : la laborantine
- 2013 : La Femme de Rio (court métrage) d'Emma Luchini et Nicolas Rey
- 2014 : 96 Heures de Frédéric Schoendoerffer : la mère de famille
- 2015 : Vicky de Denis Imbert : Aline
- 2016 : Les Derniers Parisiens de Hamé Bourokba et Ekoué Labitey : Emmy
- 2016 : L'Invitation de Michaël Cohen : Charlie
- 2016 : Arrête ton cinéma ! de Diane Kurys : Susanna
- 2017 : Ouvrir la voix (documentaire) d'Amandine Gay : elle-même
- 2021 : Adieu Paris d'Édouard Baer : la médecin de Pierre-Henry
- 2021 : Les Promesses de Thomas Kruithof : la secrétaire de mairie
- 2021 : Dernier Round de Mohamed Fekrane : Fatiha
- 2021 : Suprêmes d'Audrey Estrougo : Yvette, la mère de Didier
- 2022 : Viens je t'emmène d'Alain Guiraudie : la voix de la journaliste

### Télévision
- 2015 : Dix pour cent (série télévisée), saison 1, épisode Line et Françoise : Emma Simonet
- 2016 : Les Grands (série télévisée) : la CPE[18]
- 2016 : Lampedusa (mini-série) : Fatima
- 2021 : J'ai tué mon mari (mini-série) de Rémy Silk Binisti : Guillot

## Théâtre
Sauf indication contraire ou complémentaire, les informations mentionnées dans cette section peuvent être confirmées par la base de données Les Archives du spectacle.
- 2017 : Les Monologues du vagin, mise en scène de Coralie Miller[48]
- 2018 : Sur la route d'Anne Voutey[49]
- 2019 : Géhenne d'Ismaël Saidi[50]
- 2020 : La Promesse de l'aube de Romain Gary, mise en scène de Stéphane Freiss, théâtre de Poche-Montparnasse[51]

## Publications

### Ouvrages individuels
- Les Grandes et les Petites Choses, Paris, Éditions Anne Carrière, 18 février 2016, 205 p. (ISBN 978-2-84337-814-0)Roman d'inspiration autobiographique
- Racée, Éditions de l'Observatoire, mars 2021, 158 p. (ISBN 979-1-0329-0778-8)Essai
- Encore debout, Éditions de l'Observatoire, avril 2024 (ISBN 979-1-0329-31820)

### Ouvrage collectif
- « Sans entendre aucun bruit », in Aïssa Maiga (dir.), Noire n'est pas mon métier, Paris, Éditions du Seuil, 3 mai 2018, 128 p. (ISBN 978-2-02-140119-6) Essai, « livre-manifeste »

## Résultats en athlétisme
- Championnats de France d'athlétisme en salle 1991 (minimes) :  championne au 60 m[52]
- Championnats de France d'athlétisme 1991 (minimes) à Montgeron :  vice-championne de France au 80 m (derrière Sandra Citté) en 10 s 14[5]
- Championnats de France d'athlétisme 1992 (cadettes) à Dreux : 7e au triple saut avec 11,30 m[5]
- Championnats de France d'athlétisme en salle 1993 (cadettes) à Nogent-sur-Oise en salle (où toutes les catégories d'âge concourent en même temps) : 5e des jeunes et  3e des cadettes au triple saut avec 12,09 m[5]
- Championnats de France d'athlétisme 1993 (cadettes) à Lens : 4e du triple saut avec 12,25 m[5]
- Championnats de France d'athlétisme en salle 1994 (juniors) à Liévin : 4e du triple saut avec 11,75 m[5]
- Championnats de France d'athlétisme 1994 (juniors) à Dreux :  3e du triple saut avec 12,08 m[5]
- Championnats de France d'athlétisme 1995 :  championne de France du 4 × 100 m[7]